# Cottus czerskii
Cottus czerskii är en fiskart som beskrevs av Berg, 1913. Cottus czerskii ingår i släktet Cottus och familjen simpor. Inga underarter finns listade i Catalogue of Life.